# Maurice Culot
Pour les articles homonymes, voir Culot.
 (septembre 2022).
 (février 2023).
Si vous disposez d'ouvrages ou d'articles de référence ou si vous connaissez des sites web de qualité traitant du thème abordé ici, merci de compléter l'article en donnant les références utiles à sa vérifiabilité et en les liant à la section « Notes et références ».
Maurice Culot est un architecte, urbaniste et éditeur belge.
Il est né le 7 décembre 1939 à Séville, d'où est originaire sa mère, mais sa naissance n'est déclarée qu'en 1940 à la maison communale de Charleroi, où son père dirigeait une entreprise de construction de ponts métalliques.
Historien des villes et de l’architecture, il est l'auteur de nombreux ouvrages et spécialiste des courants Art nouveau et Art déco.
Maurice Culot a eu un rôle reconnu dans la conservation des archives d'architecture en Belgique et en France.

## Les archives d'architecture moderne
En 1969, Maurice Culot a fondé à Bruxelles les Archives d'architecture moderne, avec l'historien Robert-Louis Delevoy, l'architecte François Terlinden et l'architecte Bernard de Walque.
L'objectif de cette association était initialement de conserver les archives des architectes belges, et de les rendre accessibles aux chercheurs. Les collections des AAM, à Bruxelles, comptent des fonds importants : ceux de Victor Bourgeois, de René Braem, de Victor Horta, ou encore d’Akarova, de René Pechère, de Joseph Van Neck, de Georges Hobé, de Gabriel Van Dievoet ou de Henri Lacoste. Elles ont intégré le CIVA en 2016. Il est prévu qu'elles soient présentées au Pompidou-Kanal, qui doit ouvrir en 2025. Il fonde également la maison d'édition AAM éditions en 1969. Depuis 2018, celle-ci a recentré son activité sur le patrimoine architectural français et les arts décoratifs.
Par ailleurs, Maurice Culot a été recruté en 1979 à l'Institut français d'architecture à Paris, où il a créé le département Histoire et archives. Il y a été actif jusqu'en 2005.

## Publications
Maurice Culot a également collaboré avec Bernard de Walque à la rédaction d’ouvrages de vulgarisation concernant l’architecture.

## Activités actuelles
- Président du Groupe international d'architecture Arcas.
- Président de la Fondation pour l’Architecture, Bruxelles.
- Président des Archives d’architecture moderne, centre d'archives, musée d’architecture et maison d’éditions.
- Président du prix européen d'architecture Philippe-Rotthier.

## Formation
Entre 1959 et 1964, il est formé à l’École nationale supérieure d'architecture et des arts visuels de La Cambre à Bruxelles. Il obtient son diplôme d'architecte en 1964. En 1966, passe également son diplôme d’urbaniste à La Cambre, Bruxelles.

## Stages
En 1964, après ses études d'architecture à la Cambre, Maurice Culot décide de se rendre aux États-Unis pour parfaire sa formation, à la Frank Lloyd Wright Foundation, Taliesin West en Arizona. Si Wright est décédé en 1959, Taliesin West poursuit les projets engagés par le maître. Maurice Culot travaille également à la Arcosanti Foundation (Paolo Soleri), où il construit une habitation souterraine publiée dans L'Architecture d'Aujourd'hui. Entre 1967 et 1968, Maurice Culot réside à New York, après avoir obtenu la bourse d’étude Acier Stahl Steel.

## Concours et projets d'architecture et d'urbanisme
À partir de 1969, Maurice Culot s'engage en faveur du patrimoine bruxellois, contre la « bruxellisation de Bruxelles », en dessinant des contre-projets. Il créera deux agences : Styl architects (en 2000) et Arcas (en 2005). Voici la liste de ces principaux projets et réalisations :
- 1973-80 : Auteur d’une partie des plans généraux d’aménagement de l’agglomération de Bruxelles.
- 1975 : Lauréat du concours lancé par la Direction de l’architecture pour la définition d’une méthode d’inventaire dynamique du patrimoine architectural contemporain en France. Application à la région Lille-Roubaix-Tourcoing, une exposition et deux livres : Le Siècle de l’Eclectisme et Les Châteaux de l’Industrie. Cette action contribuera à la sauvegarde de l’usine Motte-Bossut à Roubaix.
- 1977 : Projet de réaffectation de quatre casernes à Bruxelles.
- 1982 : Expose ses projets à la biennale de Venise à l’invitation de Paolo Portoghesi.
- 1985 : Reconstruction du quartier Friedrichstadt-sud à Berlin, projet primé.
- 1987 : Projet de réhabilitation de quartiers de Paris.
- 1987 : Nove progetti per nove città, architecte invité à la XVI Triennale de Milan.
- 1989 : Concurso de ideas para la ordenación de las zonas conexas al nuevo acceso à la Alhambra.
- 1989 : Concours pour la reconstruction de la Halle Marché de Bayonne.
- 1989 : Réalisation du plan d'extension du nouveau centre de Lasne près de Bruxelles.
- 1992-1995 : Participation à l’exposition A vision of Europe avec différents projets d’urbanisme, Bologne, centre S. Giorgio in Poggia.
- 1992-2001 : Plan d'extension de Fornovo di Taro, près de Parme en association avec Pier Carlo Bontempi, et réalisation d’un ensemble de maisons et commerces.
- 1993-1999 : Plan directeur et schéma de structure des communes formant le grand Lasne (Bruxelles).
- 1996-1997 : Projet de réhabilitation de l’ancien couvent des Récollets et de ses abords à Saint-Jean-de-Luz.
- 1996-1997 : Plan d’aménagement du quartier des Canonniers à Valenciennes (pour la ville de Valenciennes et l’ANAH).
- 1995-1998 : Architecte conseil de la Région wallonne pour la réhabilitation et la reconversion des moulins industriels de Namur en centre public d’archives et lieu de mémoire.
- 2001-2002 : Projets d’urbanisme pour la Ville de Valenciennes et urbanisation des nouveaux quartiers à Hardelot-Plage (Pas-de-Calais).
- 2003-2005 : Restauration d’un hôtel particulier 1860 et d’un théâtre, 274 boulevard Saint-Germain pour l’ambassade de Belgique à Paris.
- 2005 : Plan d’extension du quartier des Anglais à Val d’Europe. Plan d’extension de la commune de Coupray.
- 2005-2009 : Lauréat de trois concours à Val d’Europe dont l’immeuble-phare de place d’Ariane.
- 2007-2008 : Projets pour Almaty et Kokshetau au Kazakhstan.
- 2004-2009 : Réhabilitation d’une cour d’industrielle et construction d’un béguinage à Valenciennes.
- 2010-2011 : Projet pour l’extension de la ville de Penglai en Chine. Études pour deux nouveaux quartiers en Roumanie et en Pologne.

## Responsabilités éditoriales
- 1967-1968 : correspondant aux États-Unis de la revue Acier-Stahl-Steel ;
- Chronique hebdomadaire d’architecture dans la revue hebdomadaire La Relève, Bruxelles, 1968-1974 ;
- Rédacteur en chef de la revue AAM, publiée de 1975 à 1990 (40 numéros) ;
- Direction des éditions AAM ;
- Direction des collections du département Histoire et Archives à l’Institut français d’architecture (Villes, Architectes, Les Années Modernes, Essais).

## Éditeur invité
- L’architettura in Belgio 1920-1940, Rassegna, giuno, 1988 ;
- Cemento armato : idelogie e forma da Hennebique a Hilberseimer, Rassegna, mars 1992 ;

## Rapports d'études
- « L’immeuble et la parcelle : les immeubles à appartements comme éléments constitutifs du tissu urbain. Le cas de Bruxelles, 1870-1980 », pour le Secrétariat à la Région de Bruxelles.
- « 100 ans de débats sur la ville, 1840-1940. La formation de la ville moderne à travers les comptes- rendus du conseil communal de Bruxelles ».
- « Les archives d’architecture et la création d’un musée de l’architecture en France » (collaboration aux rapports Querrien, avril 1984 et Belmont, avril 1985).
- « Les maisons d’artistes, musées d’écrivains et personnes célèbres ». Inventaire et propositions, pour le ministre de la Culture, avril 1990.
- « Valorisation des archives de la Compagnie générale maritime », 1993-1994.
- « Étude pour un modèle de cahier des charges relatif à la construction d’immeubles dans un stylé apparenté à l’Art Déco », 2010.

## Activités d'enseignement
- 1969-1979 : Enseigne à l’École supérieure d’architecture et des arts visuels – La Cambre, Bruxelles (chargé de cours, assistant, professeur d’urbanisme, directeur – adjoint).
- 1975-1978 : Professeur d’urbanisme et aménagement du territoire à l’Institut supérieur de formation artisanale et commerciale, Bruxelles.
- 1977-1980 : Membre effectif du Conseil supérieur de l’enseignement supérieur artistique, Bruxelles.
- 1990-1997 : Professeur à la Prince of Wales’s Summer School in Civil Architecture, Londres.
- 1992-1994 : Professeur à la Scuola Internazionale di Architettura, « La Città Europea » à Orta San Giulio (Italie).
- Enseignement dans diverses universités et écoles d’architecture européennes et américaines (professeur invité) : Reims, Philadelphia, Paris-Belleville, Miami, Yale, Bologne, Parme.
- Membre du conseil de l’UFR d’Art et Archéologie, Paris-Sorbonne.

## Divers
- 1968 : Fondateur des Archives d’architecture moderne (AAM) à Bruxelles.
- 1969 : Membre fondateur de l’Atelier de Recherche et d’Actions Urbaines (ARAU) à Bruxelles.
- 1980-2005 : Intègre l’équipe de l’Institut français d’architecture à sa fondation. Direction du département Archives et Histoire ; mission sur les archives qui contribuera à la création en 1988 du centre d’Archives d’Architecture du XXe siècle de l’Institut français d’architecture ; fondateur de centres régionaux (Biarritz en 1989, Roubaix en 1993).
- 1982-1994 : Membre de la commission des Monuments historiques (1re et 2e section).
- 1982-2011 : Président du prix Philippe-Rotthier, prix européen triennal pour la reconstruction de la ville.

## Distinctions honorifiques
- Lauréat du Prix de la Vocation.
- Grand Prix de la critique architecturale, Paris.
- Citoyen d’honneur des villes d'Irun (Espagne) et de Coral Gables (États-Unis).
- Médaille Antoine Watteau de la ville de Valenciennes (Nord).
- Chevalier de l'ordre national du Mérite.
- Officier de l'ordre des Arts et des Lettres.
- Prix Driehaus 2019 de l'université Notre-Dame-du-Lac à South Bend en Indiana[8].
- Médaille de la ville de Trouville-sur-Mer, 20 mars 2020[9].

## Télévision et radio
Notamment :
- Auteur avec Claude Hudelot d’une série d’émissions sur France-Culture en 1977-1978 : Géométrie variable : Urbanisme et réhabilitation ou la démocratisation des processus de décision dans l’urbanisme contre l’innovation architecturale.
- Antoine Pompe ou l’architecture du sentiment, réalisé par le CCI (participation au scénario).
- Le Temps des Boutiques, France culture, 2009.

## Principales publications
- Maurice Culot, Antoine Pompe et l'effort moderne en Belgique, 1969.
- Maurice Culot, Henri Sauvage, architecte, 1978.
- Maurice Culot, La Laurentine ou l’invention de la ville romaine, 1982.
- Maurice Culot, Places et Monuments, 1984.
- Maurice Culot, La Goutte d’Or, faubourg de Paris, 1988.
- Maurice Culot, Les Moulins de la Meuse à Namur, 1998.
- Maurice Culot, La Côte basque. Architectures des années '30, 1990.
- Maurice Culot, André Pavlovsky, architecte au Pays basque, 1991.
- Maurice Culot, Trouville Deauville. Société et architectures balnéaires, 1992.
- Maurice Culot, Miami. Architectures sous les Tropiques, 1992.
- Maurice Culot, Éric Hennaut, Marie Demanet, Caroline Mierop, Le Bombardement de Bruxelles par Louis XIV et la reconstruction qui s'ensuivit : 1695-1700, Bruxelles : Archives d'Architecture Moderne, 1992.
- Maurice Culot, Il metodo del progetto, quaderni di Orta San Giulio, 1993.
- Maurice Culot, Le Pays basque. Architectures des années 1920 et 30, 1993.
- Maurice Culot, Biarritz. Le casino, 1929-1994, 1994.
- Maurice Culot, Cités-jardins, 1920-1940, 1994.
- Maurice Culot, Éric Hennaut, Hélène Géhot, Anne Lauwers, Bruxelles et la Senne, Bruxelles : AAM, 1997.
- Maurice Culot, Valenciennes, Les canonniers, 1998.
- Maurice Culot, Coral Gables, une cité jardin en Floride, 1997.
- Maurice Culot, Megève 1925-1950, architectures d’Henry Jacques Le Même, 1999.
- Maurice Culot, Hendaye, Irùn, Fontarabie, Villes de la Frontière, 1999.
- Maurice Culot (dir.), Les Frères Perret, œuvre complète, éditions Norma, Paris, 2000.
- Maurice Culot, Charleroi, Mons, Valenciennes, Villes de la Frontière, 2001.
- Maurice Culot, Charleroi. De l’Art Nouveau à l’Art Déco, 2002.
- Maurice Culot, Antoine Courtens. Créateur Art Déco, 2002.
- Maurice Culot, Le marin ivre, Arie van de Giessen, 1896-1950, 2003.
- Maurice Culot, Objectif Mont-Blanc. Les Téléphériques de l’impossible, 2003.
- Maurice Culot, Espace Wallonie. La maison du Bailli - Charleroi, 2003.
- Maurice Culot, Paris Architectures, Années vingt et trente, 2003.
- Maurice Culot, Espace Wallonie-Liège, L’hôtel Desoër de Solières - Liège, 2003.
- Maurice Culot, La troisième dimension, Maquettes d’architecture, 2003.
- Maurice Culot, Espace Wallonie-Bruxelles, 2003.
- Maurice Culot, La maison de verre de Paul-Amaury Michel à Bruxelles, 2004.
- Maurice Culot, La Loge. Du temple au musée, 2004.
- Maurice Culot, « Ecological Urban Architecture », A&C international,‎ 2005.
- Maurice Culot, Alter Architecture, 2005.
- Maurice Culot, Paris Belle-Époque. Architectures, 1890-1914, 2005.
- Maurice Culot, André Jacqmain. L’imaginaire émergeant, 2005.
- Maurice Culot et Éric Hennaut, La Façade Art nouveau à Bruxelles, Bruxelles, 2005,    AAM.
- Maurice Culot, « From Slab-urbia to the city », A&C international,‎ 2006.
- Maurice Culot, William Pesson et alii, Architectures maçonniques, Bruxelles, AAM éditions, 2006.
- Maurice Culot, Architecture autrement. Habiter le monde, 2006.
- Maurice Culot, La cuisine, mode de vie. De l'ombre à la lumière, Bruxelles, AAM éditions, 2006.
- Maurice Culot, Bons baisers de Valenciennes, 2007.
- Maurice Culot, Vienne-Bruxelles. Les années sécession, 2007.
- Maurice Culot et Anne Lambrichs, Albert Laprade architecte, 2007.
- Maurice Culot, Paris. Histoire d’une ambassade, l'Hôtel de Wignacourt, 2008.
- Maurice Culot, « La maison d’Edmond Rostand à Cambo », Histoires littéraires, no 38,‎ 2009.
- Maurice Culot, Le Temps des Boutiques, de l’échoppe à eBay, Bruxelles, AAM éditions, 2009.
- Maurice Culot, Raymonde Thys, graveur et aquarelliste, 1909-2003, 2010.
- Maurice Culot, « La maison de Pierre Loti à Rochefort », Histoires littéraires, no 44,‎ 2010.
- Maurice Culot, Paris-Bruxelles. Deux siècles d'affinités architecturales, 2010.
- Maurice Culot, "La densité dernière tarte à la crème", Anteprima, Pari, Paris, 2011.
- Maurice Culot, « Y a-t-il une architecture durable en dehors d’une pensée de la ville ? », Dictionnaire des mondialisations,‎ 2011.
- Maurice Culot, Henri Derée, dessins 1914-1918, AAM éditions, 2014.
- Maurice Culot (dir.), Rob-Mallet Stevens, itinéraires Paris-Bruxelles-Hyères, Bruxelles, AAM éditions, 2016.
- Maurice Culot, Rob Mallet-Stevens, écrits 1907-1914, Bruxelles, AAM éditions, 2016.
- Maurice Culot, Rob Mallet-Stevens, écrits 1917-1940, Bruxelles, AAM éditions, 2019.
- Maurice Culot et Milena Charbit, Asnières, 1900-1930, Art nouveau-Art déco, Bruxelles, AAM éditions, 2017.
- Maurice Culot, William Pesson et Charlotte Mus, Argenteuil, Art nouveau-art déco-vision future, Bruxelles, AAM éditions, 2018.
- Maurice Culot, Charlotte Mus (dir.), Neuilly-sur-Marne, 1850-1950, Bruxelles, AAM éditions, 2022.
- Maurice Culot, Charlotte Mus (dir.) Champs-Élysées, Art nouveau-art déco, Bruxelles, AAM éditions, 2022. Ce livre a reçu le prix du livre de la mairie du 8e arrondissement[10].
- Maurice Culot, Charlotte Mus (dir.), Passy-Auteuil, 1900-1930, Art nouveau-art déco, Bruxelles, AAM éditions, 2022.